# Little Charlie & the Nightcats
Little Charlie & the Nightcats war eine kalifornische Bluesband, die 1976 von dem Mathematikstudenten Charlie Baty zusammen mit Rick Estrin in Berkeley gegründet wurde. Nach dem Rückzug von Charlie Baty benannte sich die Band 2008 in „Rick Estrin & The Nightcats“ um, blieb aber ihrem Stil treu.
Die Band spielte im Wesentlichen einen städtischen Blues im Chicago-Stil, angereichert mit Elementen etlicher anderer Genres, darunter früher Rock ’n’ Roll, Soul, Surf, Swing, Jump Blues und Western Swing.
1987 erschien ihr Debütalbum All the Way Crazy, 1988 gefolgt von Disturbing the Peace. Diese Alben machten die Band einem weiteren Publikum bekannt. Sie tourten durch die ganzen USA und traten bei bekannten Festivals auf, etwa dem San Francisco Blues Festival, dem Montreal International Jazz Festival und dem Bumbershoot Festival in Seattle.

## Diskografie (Auswahl)
- All the Way Crazy (1987)
- Disturbing the Peace (1988)
- Captured Live (1991)
- Night Vision (1993)
- Straight Up! (1995)
- Shadow of the Blues (1998)
- That’s Big (2002)
- Nine Lives (2005)